# Коткозеро

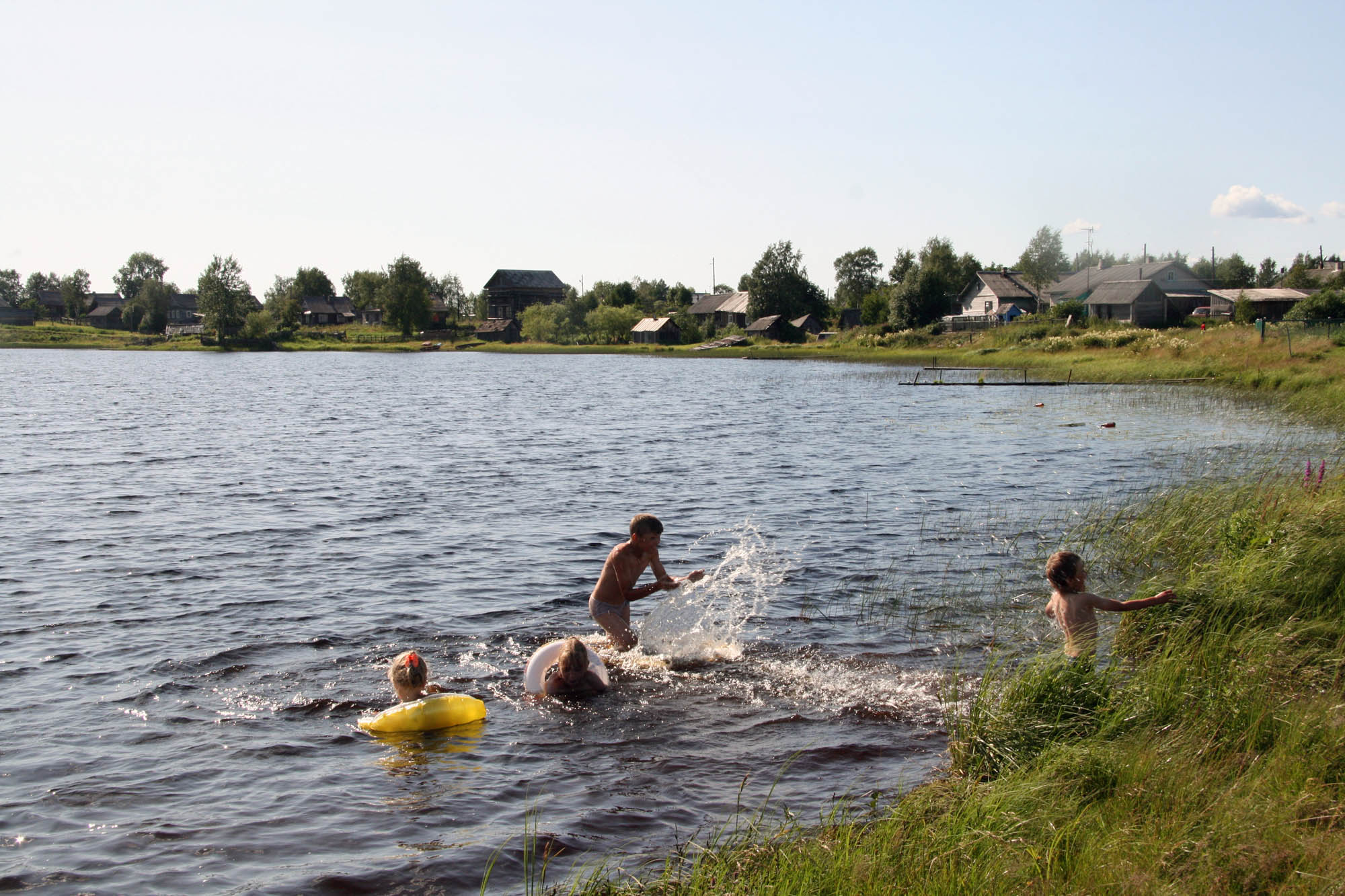

Ко́ткозеро (карел. Kotkatjärvi) — деревня, административный центр Коткозерского сельского поселения Олонецкого национального района Республики Карелия.

## География
Расположена в 100 км на юго-запад от Петрозаводска на берегу озёр Виллалского и Коткозера.

## Население
| 2002 | 2009  | 2010 | 2013 |
| ---- | ----- | ---- | ---- |
| 1058 | ↘1010 | ↘809 | ↘744 |

## История
Впервые упоминается в писцовых книгах Обонежской пятины середины XVI века. Развивалась как две слившихся деревни — Погост и Матчейла, относилась к Олонецкому погосту.
Во времена Российской империи входила в состав Коткозерской волости Олонецкой губернии, где основную часть населения составляли карелы. В 1905 году в деревне проживало 3325 человек.
В 1933 году постановлением Карельского ЦИК в Коткозере были закрыты Петропавловская и Рождественская церкви.
В 1957 году в состав Коткозера вошли деревни — Виллала, Новая Заживка, Паншулахти, Сильмя и Степаннаволок.
Основным предприятием в 1970—1980-х годах был крупный зверосовхоз «Коткозерский».

## Образование и культура
Работает Коткозерская средняя общеобразовательная школа, детский сад.

## Экономика
Население занимается сельским хозяйством, животноводством, охотой и рыбалкой.

## Транспорт

### Автомобильное сообщение
Через деревню проходит автодорога 86К-179 «Автодорога по д. Коткозеро».

## Достопримечательности
В деревне сохраняются памятники истории:
- Братская могила красногвардейцев, погибших в годы Гражданской войны
- Братская могила советских воинов, погибших в годы Советско-финской войны (1941—1944). В братской могиле захоронено 626 солдат и офицеров Карельского фронта. В 1964 году на могиле установлена стела из искусственного песчаника[10].
- Памятная стела на месте боя роты старшего лейтенанта В. А. Полыгалова, Героя Советского Союза (8-й км дороги Коткозеро—Олонец)[10].
- Могила разведчиков Егорова Михаила Фёдоровича (1921—1943) и Григорьевой Зинаиды Михайловны (1923—1943) на гражданском кладбище.

Действует часовня Петра и Павла, храм во имя Рождества Христова.

## Известные уроженцы
- Анисимов Николай Александрович (1891—1960) — педагог, составитель первого словаря карельского языка.
- Ларин Владислав Владимирович (род. в 1995) — российский тхэквандист, чемпион мира и Европы, Олимпийский чемпион игр в Токио в 2021 году.

## Улицы
- ул. Виллальская
- ул. З. Григорьевой
- ул. Зелёная
- ул. Лесная
- ул. Набережная
- ул. Новая
- ул. Олонецкая
- пер. Серова
- ул. Совхозная
- ул. Солнечная
- ул. Степаннаволок
- ул. Цветочная
- ул. Школьная